# 死神稼業〜怪談ロマンス〜
『死神稼業〜怪談ロマンス〜』（しにがみかぎょう かいだんロマンス）は、2013年3月28日にQuinRoseより発売されたPlayStation Portable用恋愛アドベンチャーゲーム。Quinroseが展開する怪談ロマンスシリーズの一つである。
2013年11月14日には続篇『死神所業〜怪談ロマンス〜』（しにがみしょぎょう かいだんロマンス）が発売された。

## 登場人物
黒門 澄（くろもん すみ）
主人公。西乃高校二年生でありながら、黄泉社という死神の会社で、死神として働いている。
妖怪としての種族は影女で、闇から生まれた存在である。
黒門 蓮司（くろもん れんじ）
声 - 中井和哉
黄泉社社長で、澄の育ての親。
妖怪としての種族は疫病神で、触れたり近づく人間を不幸にする。
渋澤 焔（しぶさわ ほむら）
声 - 浅沼晋太郎
西乃高校二年生で、彼もまた黄泉社の死神。人間が嫌いで、人を殺す理由を作るために死神になった。
妖怪としての種族は化け火で、水に弱い。
雨水 潤（うすい じゅん）
声 - 保志総一朗
西乃高校一年生で、黄泉社のライバル社である菊塵社の社員。そのため、渋澤 焔との仲も悪い。
雨降小僧の血をひいている。
織瀬 秋人（おぜ あきと）
声 - 小杉十郎太
菊塵社社員。土蜘蛛の血をひいており、蜘蛛の糸を操る。他人に嫌がらせをすることを好み、主人公もからかいの対象に入っている。
藤代 巧実（ふじしろ たくみ）
声 - 石田彰
昼間の西乃高校に通う、人間の少年。一度澄に殺されたはずだが、なぜか生きていた。
東海林 和真（しょうじ かずま）
声 - 諏訪部順一
黄泉社社員で、黒門蓮司の親友。そのため、澄をかわいがってくれる。
鬼の血を引いている。
橘 千歳（たちばな ちとせ）
声 - 岡本信彦
西乃高校二年生で、主人公のクラスメイト。化け狸という種族故、変化することが可能で、よく少女の姿になっている。そのため、本来の性別がはっきりしていない（本人は女の子を自称している）。